# 대구제일여자상업고등학교
대구제일여자상업고등학교(大邱第一女子商業高等學校)는 대한민국 대구광역시 달서구 본리동에 있는 공립 고등학교이다.

## 학교 연혁
- 1962년 12월 31일 : 대구여자실업고등학교 설립인가(12학급)
- 1963년 1월 28일 : 최명주 초대 교장 취임
- 1963년 3월 16일 : 대구제일여자상업고등학교로 교명 변경
- 1971년 11월 19일 : 학칙변경인가(각 학년 주야 4학급, 전 학년 24학급)
- 1984년 9월 22일 : 현 교사로 이전(달서구 본리동 156-1번지)
- 1987년 2월 19일 : 산업체 특별 학급 설치 인가(18학급)
- 1998년 12월 31일 : 학칙변경, 대구제일여자정보고등학교로 교명변경(1999.3.1 변경 시행)
- 2001년 9월 18일 : 강당(코스모스관) 준공
- 2002년 2월 28일 : 야간부 폐쇄
- 2003년 2월 28일 : 산업체특별학급 폐쇄
- 2006년 7월 31일 : 금융 통상분야 특성화고등학교 지정 (회계금융과 3학급, 인터넷비즈니스과 3학급, 국제통상과 3학급)
- 2007년 12월 10일 : 회계금융종합실습실 설치
- 2010년 3월 1일 : 대구제일여자상업고등학교로 교명 변경
- 2016년 9월 1일 : 제20대 교장 장병재 취임
- 2021년 1월 5일 : 제56회 졸업식(주간부 18,442명, 야간부 5,917명, 산업체특별학급 2,102명 졸업생 누계 26,461명)
- 2021년 3월 2일 : 제59회 입학식 신입생 9학급 189명 입학

## 설치 학과
- 회계금융과
- 경영사무과
- 콘텐츠마케팅과

+) 신입생 유치 및 경쟁력을 위해 상업(회계 금융 사무) 분야에 미디어 관련학과가 추가되었다. 학과개편은 대부분의 특성화고에서 이뤄지고 있는추세인데, 바람직하다. 대구시 내 제일이라는 우물 안 개구리에서 벗어나 더욱 다양한 학과 개설 및 개편을 추진하고, '상업'에만 치우치지 말고 수도권 등 상위의 다른 특성화고처럼 대학 진학, 다양한 분야에 취업을 장려했으면 하는 바람이다. 
+)사회의 분위기에 맞게 종합적 특성화고로 거듭난다면 '상업'으로 정해둔 학교명 변경 또한 필요해 보인다. *예) 인천중앙상고->인천중앙고, 삼일상고->삼일고, 성남금융고->분당아람고, 서울전자고->서울웹툰애니매이션고, 평촌공고->평촌과학기술고, 남양주공고->남양주고 등)
http://m.sudokwon.com/article.php?aid=1677311581582598031
https://v.daum.net/v/20230225143026007

## 참고 자료
- 대구제일여자상업고등학교 - 한국교육학술정보원 학교알리미